# Peter Tevis
Peter Tevis (Santa Barbara, 10 febbraio 1937 – Mercer Island, 13 settembre 2006) è stato un cantante e paroliere statunitense.

## Biografia
Californiano residente a Roma, ha lavorato prevalentemente in Italia, come cantante di colonne sonore in film western.
Ha inciso principalmente per la RCA Italiana; da ricordare un album del 1965 dove esegue alcune canzoni tratte da film west storici come Mezzogiorno di fuoco, Un dollaro d'onore o Alla conquista del west, affiancate ad una sua versione di Blowin' in the wind di Bob Dylan e di Where have all the flowers gone di Pete Seeger.
I suoi dischi sono stati stampati, oltre che in Italia, anche all'estero, ad esempio in Germania.
Dagli anni settanta si dedicherà prevalentemente all'attività di produttore discografico.
Negli ultimi anni della sua vita è stato colpito dalla malattia di Parkinson.

## Discografia parziale

### 33 giri
- 1965 - Un pugno di...west (RCA Italiana PML 10402; ristampato nel 1966 dalla RCA Italiana Serie Special, con diversa copertina e numero di catalogo S 7)

### 45 giri
- 1962 - Pastures of Plenty/Notte infinita (RCA Italiana PM 3115)
- 1962 - Maria/Stanotte sì (RCA Italiana PM 3150)
- 1963 - Neoclassic Time/Atomic Twist (CAM CA. 2504; lato A eseguito da Marcello Giombini)
- 1964 - Io non sono quello/Il mondo passa (Ariel  NF 507)
- 1965 - A lone and angry man/Una bara per lo sceriffo (Ester Records GEE 102)
- 1966 - Per un pugno di dollari/Lonesome Billy (RCA Italiana PM 3352)
- 1966 - A man must fight/Special agent (CAM CE 10-011)
- 1969 - Gli intoccabili/La canzone Mark Donen (Seven Seas HIT-1649)

### Colonne sonore a cui ha collaborato Peter Tevis
- 1961 - West Side Story (colonna sonora del film di Jerome Robbins e Robert Wise) di Leonard Bernstein; canta Maria e Stanotte sì (Tonight) (testo di Alberto Curci)
- 1963 - Duello nel Texas (colonna sonora del film di Ricardo Blasco) di Ennio Morricone; canta A gringo like me (testo di Carol Danell)
- 1964 - Le pistole non discutono (colonna sonora del film di Mario Caiano) di Ennio Morricone; canta Lonesome Billy (testo di Peter Tevis)